# Gephyrin
Gephyrin je markerem inhibičních spojení a protein, který je u lidí kódován GPHN genem.
Gyphyrin je nutný pro postsynaptické seskupování GABA a glycinových receptorů a dále k regulace molybdenu. Mutace v tomto genu mohou být spojeny s neurologickými stavy hyperekplexie